# GS美神 極楽大作戦!!
『GS美神 極楽大作戦!!』（ゴーストスイーパーみかみ ごくらくだいさくせん）は、椎名高志による日本の漫画作品。1991年20・21合併号に掲載。その後1991年30号から1999年41号まで『週刊少年サンデー』で連載された。1993年度小学館漫画賞受賞。単行本全39巻（小学館少年サンデーコミックス）、のちにワイド版全20巻も出ている他、2013年には新作も発表された（後述）。
本項目では、本作品を原作としたテレビアニメ『GS美神』（ゴーストスイーパーみかみ、以下テレビシリーズ）についても併せて詳述するものとする。

## 概要
悪霊や妖怪の退治を仕事とするゴーストスイーパーの美神令子と助手の横島忠夫。己の欲望のまま動く二人と、まともだが幽霊のおキヌを中心とした日常のドタバタや、悪霊・妖怪との戦いを描くオカルトコメディ。連載中盤からは美神や横島をとりまく運命との戦いを主軸として描く物語となる。
作中では、あらゆるところで他作品（漫画、アニメ、映画で主にSF系）のパロディが頻出する。サブタイトル、表紙、コマを見ても、著名な映画、アニメの有名なシーンを題材としたものが多々見受けられる。作者自体パロディを意識しており、登場人物に語らせている（今回は久々にターミネーター2ネタか〜等）。

### 世界観
主人公やその周辺人物だけが霊能力や幽霊、妖怪といったものを認知している一般的な霊能フィクションとは違い、そういった超常的な現象やそれらを鎮めたり除霊したりする霊能者の存在が世界で広く認知されている世界観となっている。また一部の妖怪等は人間と共存し、社会の中で受け容れられている。一方で、社会の基盤はあくまで科学であり、科学を基に幽霊や妖怪等の定義付けを行う事が難しい面もあって、その信憑性を問う声も存在している。
国際機関や各国家は上記の存在を認めており、国家によっては政治に大きな影響を及ぼしている。また除霊を行う霊能者はゴーストスイーパーと呼ばれ、国家資格制度が設けられ管理されている。
人間が暮らす人間界のほかに、神族などが住む天界（神界）や魔族などが住む魔界が存在しており、天界と魔界を合わせて冥界と呼んでいる。
神族と魔族の上層部は、ハルマゲドンを回避するためデタント状態にあり、最高神と魔王も親睦が深い様子。しかし、世界を維持するために魔族は基本的に悪として神族や人間に負け続けなければならない役割を強制されているため、魔族の中には自分達が虐げられ続けなければならない状態に多かれ少なかれ疑念を持っている者も多く、このことが中盤以降の物語の根幹に関わる問題となる。

### 他作品との関係
パイロット版的な前身作品として、本作品の連載以前より椎名高志が「週刊少年サンデー増刊号」（月刊増刊誌）に連載した読切連作連載作品『(有) 椎名百貨店』の一編『極楽亡者』（GS美神単行本、ワイド版ともに1巻に収録）がある。その内容は「除霊事務所所長の美神と助手の横島が、家に取り憑いたヤクザの親分の幽霊に非常に外道な方法で引導を渡す」というもので『GS美神』本編と内容的にそう変わることは無く、美神たちがおキヌと出会う以前の物語ととることも可能である。実際、『GS美神』本編のエピソード「愛に時間を!!（その1）」中の横島の台詞から、『極楽亡者』と本編が同一の物語であることが暗示されている。
本作品の連載終了後には、シャーロック・ホームズを主人公とした『GSホームズ 極楽大作戦!!』が、『月刊サンデージェネックス』に読切シリーズとして掲載されている。詳細は『(有) 椎名百貨店 (超) GSホームズ 極楽大作戦!!』の項目を参照。

## 作中用語

### 勢力
ゴーストスイーパー（GS）
依頼をうけて妖怪や悪霊などを退治する職業。いわゆる除霊師。しかし、常に命の危険と隣り合わせなだけでなく、オカルト分野に詳しくない者、興味のない者からは「詐欺商売」「ヤクザな仕事」などと揶揄される事も少なくないため、社会からの評価は決して良いものばかりではない。また、「信用第一」が業界のモットーであり、顧客からの依頼に失敗すれば、その後の信用にも繋がるため失敗が許されない。仕事柄、夜間、特に霊の活動が活発化する深夜の丑三つ時に仕事をする事が多い。
プロを名乗るには国家資格に合格し、その後一定の研修期間を経る必要がある。研修後、研修先の保証をもらう事でプロになれる。このため、仕事におけるミスが発生した場合、保証人も連帯責任を負う義務がある。資格を持たないモグリのGSもおり、雪之丞はメドーサの配下だった関係上、一時期モグリで活動していた。
依頼料はGSが独自に決める事ができ、美神のように非常に高額な依頼料を取る者から唐巣のようにほとんど無報酬で仕事を請ける者もいる。
師弟関係は厳格なものから緩いものまでさまざま。主な師弟関係としては、唐巣神父の弟子の美神とピート、美神の弟子の横島、美神美智恵の弟子の西条などがある。エミとタイガーも師弟関係にあるが、タイガーが正式に資格を取得したかは不明。民間のGSにはいくつかの派閥があり、美神は師匠である唐巣教会の一派に属する。
作者によると、GSという言葉は当時の担当の提案で、『ピンク！パンチ！雅』（原作：武論尊・作画：逆井五郎）の「犯罪掃除人・CS（クライムスイーパー）」が元ネタ。
GS資格取得試験
ゴーストスイーパー協会が行う国家試験の一つ。開催日時は年に1回、2日間に渡って行われる。毎年の合格枠は32名。1日目の午前中にある第一次審査で128名まで絞られ、午後に行われる二次試験第1試合で64名にまで絞られる。2日目の第2試合で合格者が決定し、後は順位を決定するために、トーナメント方式で最後まで試合を行う。
一次審査は、各々が霊力を放射してその強さを審査するもの。二次試験は、受験者同士の試合による実技であり、霊的な武器ならば使用可能。また、試合中に死亡しても事故という形で扱われる。ちなみに、合格枠に入ってしまった後は決して棄権は認められず、もし棄権すれば資格を失ってしまう。
オカルトGメン
ICPOの超常犯罪課の俗称（ICPOは実在するが、超常犯罪課は架空の組織）。妖怪や悪霊退治、超常現象の解決などを行う公務員である。国家・警察機関からの依頼だけでなく、経済的事情などによって民間GSに頼れない民間人の依頼にも対応する。そのため、依頼者との交渉の末にギャランティを決定する民間GSにとっては、商売敵のような存在。
公的機関である事から、自分の資産・収入で活動しなければいけない民間GSと違い、採算を考える必要がなく、高額な武器や道具をふんだんに使用する事ができる。しかし、公務員なので支払われる給料は一定である。
西条の誘いで美神が出向した際には、働きが収入に反映されない上、公務員として求められる勤務態度に耐えられず、ストレスで入院した。
必要資格はGS資格取得試験合格及び高卒以上で、この応募要項を見てピートは横島の通う高校に中途編入した。

### 組織・機関・地名
美神令子除霊事務所
美神令子が所長を務める除霊事務所。当初は、雑居ビルである「シャングリラビル」の5Fにオフィスを構えていた。ビルのオーナーには内緒で、自前のモーターボートが駐留している地下下水道に続く脱出用シェルターが設けてある。
天龍童子の誘拐及び暗殺を目論んだメドーサの火角結界によって、ビルごと事務所を爆破される。その後、紆余曲折を経て都内の一等地にある古い屋敷「旧渋鯖男爵邸」に事務所を移設。後にアシュタロスのコスモプロセッサ起動によって美神の自宅である高級マンションが爆破されてからは、住まいとして使われるようになった。
シャングリラビル
繁華街にある5階建ての雑居ビル。住所は東京都豊島区池袋××-××-××。4階には、出雲商会。5階には、美神令子除霊事務所がある。
美神が天龍童子を事務所に匿った結果、彼の誘拐及び暗殺を狙うメドーサの火角結界で破壊されてしまった。
人骨温泉ホテル
御呂地岳にあるリゾートホテル。露天風呂に、雪山で遭難死した明痔大学のワンダーフォーゲル部員の霊が現れるようになったせいで宿泊客が激減しており、ホテル行きのバスも本数を減らしている。
御呂地岳
氷室神社や人骨温泉ホテルがある、標高の高い山。300年前の元禄時代、死津喪比女によって頻繁に地震や噴火が起こっていたが、おキヌを人身御供にすることで治める事ができた。
ブラドー島
ブラドー伯爵が支配している、地中海にある小さな島。ピートの生まれ故郷。
昔は海賊の隠れ家だったが、現在は吸血鬼とヴァンパイア・ハーフしか住んでいない上に、子供は数十年に一人しか生まれないので、ほとんどいない。普段はブラドーの魔力によって島全体が結界に包まれているため、島は人目から隠されており、住民達も平穏に暮らしている。
しかし最近になってブラドーが復活したため、住民の半数がブラドーに操られ人を襲うようになってしまった。残りの無事な住民は、唐巣神父の手引きによって昔の海賊が造った地下に広がる通路に身を隠している。なお、島を覆う結界のせいでGSなど霊能者の感覚は島内では著しく鈍らされてしまう。
金成木財閥
東京に本社を持つ財閥で、世界有数の大富豪。金成木三郎が当主を務めており、美神も年間150億の上得意でもある。御曹司に、美神にプロポーズしようとした英理人がいる。
妙神山
人間界に108箇所存在する霊的拠点の一つ。竜神族の女戦士・小竜姫が管理人として駐留している。GSの霊力を向上させるための修行場を兼ねている。
小竜姫の暴走で破壊された際には美神の財力で再建されたが、アシュタロス一味の攻撃を受け跡形もなく消し飛ぶ。
六道女学院
六道家が経営している女子高。普通科とは別に霊能科という学科がある事で有名。霊能科には、GSの卵と言うべき生徒達が通っている。美神も時折、臨時の実技講師として指導に当たっているため、弓かおりを始めとして美神に憧れる生徒は数多い。
年中行事として、霊的格闘のクラス対抗戦がある。なお、この行事における成績はGS資格取得試験に大きく影響されるため、毎年のGS試験の合格者の3割がここの出身でもある。
後に反魂の術で蘇生し、幽霊だった頃の記憶を取り戻した氷室キヌが、美神の提案で転入した。
ザンス王国
大西洋に浮かぶ小さな島国にあるオカルト国家。
名産品は精霊石で、産出及び世界市場の80%を占めているだけでなく、GSが使用する霊能アイテムである神通棍や見鬼君など、精霊石振動子（クォーツ）を用いた製品の9割を生産している。
機械に触れてはならないという戒律があるため、ほぼ鎖国に近い状態で、外国の報道で王族が出てきた事はない。

### 霊具・武器
作中で霊能者が使用する道具で、基本的に使用者の霊力に依存した効果を発する。破魔札や精霊石は内包する霊力によって価値が上下動する他、一般的な霊具には「精霊石振動子（クォーツ）」が使用されているため一般人から見て法外な値段で取引されている。
一族に古くから伝わる霊具類を持っていない、または使えないGSは一般に流通している霊具を使うため、霊具代も賄えないほどの低料金の仕事は請けられない。
神通棍
伸縮が自在で、普段は柄の中に棍部が収納され、霊力を流す事により伸長し「棍」となる。しかし、逆を言えば霊能を持たない、または微弱な人間にはただの棒である。
伸長した部分には霊的文字による呪文が記されており、霊力が流されている時にこの部分が発光する。使用者の霊能力によって破壊力が大きく左右される。
刃が付いていないため名前こそ「棍」であるが、作中全般において刀剣のように使われる事が多い。美神が最も多用する武器で、物語中盤で美神の霊力の出力が増加した事により、「棍」から「鞭」へと変形するようになった。この状態は強力だが、損耗が激しく神通棍自体が長持ちしなくなる。普通のGSならそこまで消耗しないため、「破魔札などと比べて使い減りしない」と言われている。
神通ヌンチャク
ヌンチャクの棍部分に霊的文字による呪文が記されている。小竜姫により神通棍の代替品として渡された。香港編でのみ使用。
神通扇
扇の面を構成する板の一枚一枚に霊的文字による呪文が記されている。テレビシリーズでは美神が神通棍とセットで用いており、度々登場する。原作では美神が潜入捜査のために自らの正体を隠す必要があった際に、神通棍の代替品としてでのみ使用(「誰が為に鐘は鳴る!!」)。
霊体ボウガン
見た目は通常のボウガンと変わらないが、矢が特殊な材質（主に銀）でできており、霊体に矢を射ち込んで強制的に成仏させる。
霊体一体にしか使えないが、武器の特性上、遠距離の敵に攻撃でき、矢の種類を変える事で攻撃力を変化させられる（成仏するまで抜けないなどの効果）ので、状況に応じて神通棍と使い分けて使用される。
破魔札
霊体に貼ったり、投擲武器として使用する。作中では、札に内包されている強大な霊力を少量の霊力で起爆させるダイナマイトのようなものという設定。50円程度で買える安物から1億円以上の高額な物まで、威力に応じて価格が大きく変動する。
「破魔」の他にも「封魔」「退魔」などいろいろな札があり、対魔族用など特定の相手に応じた特性や敵の動きを封じるなど様々な効果を持つ。
紙でできているため、水や火には弱い。
吸魔護符
名前のとおり、悪霊を吸引して退治する護符。使用する際には「吸印」と叫ぶ。破魔札が主に単体の霊体に対して使用されるのに対し、吸魔護符は多数の霊体を一掃するのに使われる事が多い。中盤以降は吸魔護符も破魔札の一種として扱われ「破魔札」と呼称されるようになった。
使用済みの護符は、最初期はその場で燃やす事で処理できたが、比較的初期の内に「霊的産業廃棄物」として然るべき処置を執らねば処理できないようになった。
また、未処理の護符をその場で破るなどすると、封印されていた悪霊が復活してしまう。これを利用し、当時霊力に目覚めていなかった横島が親子喧嘩の際の武器として使用した事がある。
精霊石
精霊の力を宿す宝珠のような石で、加工後の形は雫状のものが一般的。主な産地はザンス王国。
強力な霊力が内包されており、物質を清めたりエネルギーの流れを変えたり身を守ったり、また結界として使うなど様々な用途に使用される。イヤリングやネックレスといったアクセサリ兼護身アイテムとしてGSが身に付けている。1粒につき数億円と非常に高価。
粒の大きさで出力が変わり、大きいほど強力であるため、通常の宝石と同様に粒の大きな物ほど高価である。よほどの稼ぎがなければ気軽に使えない上に、エネルギーの再充填や使いまわしはできず使い捨てられる。加工後はオークションにかけられる。
悪霊クラスの敵ならば一掃できるが、魔族クラスの強力な相手には目くらまし程度にしかならない。連載が続き敵が強力になるにつれ、閃光弾的な扱いになった。しかし、大抵の相手にはダメージを与える事ができる上、精霊石を身に付けている状態で念じるだけで簡単に使用する事ができるので、窮地に陥った時の切り札として重宝されている。ちなみに、オカルトGメンの装備として精霊石を弾頭にした追跡ミサイルが存在する。
劇場版では神通棍などを触媒にする事で生み出せる設定になっている。
精霊獣
精霊石の化身で召喚獣。純度の高い精霊石を特殊加工した「精霊獣石」から召喚される。使う人間の能力により形態が変化し能力も変わる（美神のものは人型でしゃべれる）。精霊獣を召喚できるのはザンス王国の王族及び王族に任命された者だけである。
非常に強力な反面、高価な精霊石を大量に消費するので余程の金持ちでなければ多用できない。
見鬼くん
声 - 青野武
霊力を感知する人形型の霊体センサー。霊力が無くても使用可能。オカルトGメンではより強力な「ウルトラ見鬼くん」を採用している。
テレビシリーズではマスコットとしてナレーションも務める。「であ～る」が口癖。また、原作では「ぴきぴき」などの効果音を発するが、テレビシリーズでは「あっち、あっち」などの音声を発している。
霊視ゴーグル
光の代わりに霊気を増幅し霊的視野を確保・補助するゴーグル型霊視装置。霊力を帯びている物などを目視で探す際に使う。霊力が無くても使用可能。
呪縛ロープ
ロープ状の注連縄。霊的存在を拘束できる他、両端を結び合わせ輪にして領域を確保する事で「簡易結界」として機能させる事が可能。登場人物のセリフ内で「結界を出して」という言葉が出た場合は、これの使用を示唆する事が多い。
なお、これによる結界は名の通りあくまでも簡易的なものであるため、強力な霊的衝撃には耐え切れない。結界として使用する場合は基本的に使い捨てである。
ネクロマンサーの笛
死霊などの霊体や下等な魔物を操る事ができる笛。霊力の流れを操るため、霊力を持つ人間も操る事ができる。ネクロマンサーとしての才能がなければ音さえ出ない。使いこなせるネクロマンサーは、おキヌ以外でオカルトGメンに登録されている者では、全世界で3人しかいない。
藁人形
丑の刻参りでも有名な呪術用の人形。エミなどの呪術師は保管されている対象者の毛髪を頭部に刺し込む事で相手を操る事が出来る。
横島は他人に嫉妬した際によく釘を打ち込むが、基本的にはタダのパフォーマンスだった。しかし、霊能に目覚めてからは実際に呪いが掛かるようになってしまう。
竜具
竜神の力が宿るアイテム。いずれも強力な竜神の力を秘めている。人間が装備すると竜神族と同等の力を発揮できるが、使いすぎると反動で体がボロボロになる。マリアに抱えられて大気圏突入した横島は、竜具によって守られていたために無事生還できた。
籠手
小竜姫や天龍童子が身につけている籠手。これを身につけると一時的に「超加速」のような小竜姫の力を得る。月面決戦では美神も横島もこれを身につけていたようだが、宇宙服を着ているため判別不能。
ヘアバンド
小竜姫、天龍童子、メドーサが身につけているヘアバンド。鱗状の模様がある。用途や形状から「カチューシャ」もしくは「はちがね」と言った方が正しい。月面決戦で、横島はいつものバンダナに代わってこちらを装備している。
剣
小竜姫の持つ幅広の古代剣。小竜姫の能力解放に伴って刀身が変化する。月面決戦では美神も使用。
角
小竜姫の角。所持しているだけで防御力を発揮し、小竜姫を呼び出す能力も持つ。香港編では始め雪之丞が所持していたが密かにピートに預けられ、彼を助けた。
妙神山に封じられている小竜姫は海外では無制限に力を発揮できないため、召喚できる時間は3分程度。
心眼
元は横島が普段から身につけているバンダナだが、小竜姫がキスで念を込めた事で意志を持った。使用者の霊力のコントロールを行い、アドバイスもしてくれる。
GS試験3回戦にて雪之丞の攻撃から横島を守って消滅。
魔界軍の装備
人間の軍隊と同じく、拳銃・ライフルなどの銃器を使うが、弾丸に精霊石を使用するなど霊的攻撃力は非常に高い。
竜の牙、ニーベルングの指輪
アシュタロス編で小竜姫、ワルキューレの二人から託されたアイテム。使用すると霊力が10倍近くまで増幅される他、術者のイメージ次第であらゆる武器に変わる。
兵鬼
魔法科学によって作られた兵器。土偶羅魔具羅のように意思を持つものもある。
逆天号
アシュタロス一味が使う移動要塞。形状はヘラクレスオオカブト型。機械のように見えるが、「兵鬼」という一種の生体兵器で、自然治癒能力を持ち、サイズも自由に変えられる。防御力は極めて高く、通常兵器はおろか神・魔族の霊波兵器さえ受け付けなかった。
最強装備の「断末魔砲」は一撃で妙神山を壊滅させた。発射時には断末魔の叫び声が響くためうるさい。

### 霊術・絶技
「霊能」とも呼ばれ、肉体ではなく魂から発生する「霊力」を行使する事で為される能力。しかし、神魔族などの「人間（もしくは当人）に発揮できるレベルを越えた能力」を行使すると筋肉痛ならぬ「霊体痛」を引き起こす。
作中では竜神の装具を借りた際に美神が経験している。
幽体離脱
肉体と魂を切り離す必要がある場合に使用。人間は元霊体（おキヌ）などでないかぎりGSでも自力で行う事はできず、特殊加工した専門道具による補助作業が必要。魂の抜け出た肉体は結びつきが弱まるせいで生命力が下がってしまうので、離脱後は医師による生命維持装置、もしくは別の霊魂を仮憑依する必要がある（作中では抜け殻となった美神の肉体を守るためおキヌが憑依している）。ただし、魂が強い霊力（または煩悩）を発揮すると生命力も回復する。
作中での主な幽体離脱のやり方は、特別仕様の金属バットで後頭部を強打（GSではない白井医師も美神に殴られて幽体離脱している）する方法と、貧乏神が金儲けのために作った「小鳩バーガー（チーズあんシメサババーガー）」の摂取。
小鳩バーガーはあくまで一般人の手作りだが、あまりのマズさに幽体離脱してしまうため、厄珍堂に専用のアイテムとして引き取られた。
超加速
物理法則や時間法則を無視した加速が可能となる。厳密には一時的に周囲の時の流れを遅くする技。本来は韋駄天族の奥義だが、一部の竜族など神々にも使える。使用には多量の霊力を必要として持続は難しい。
使用者は加速状態に突入するが、あくまで加速するのは当人のみであり、他の物質は本来のスピードで動き、術者同士でも霊力によって誤差が生じる。
火角結界・土角結界
メドーサが多用する攻撃転用型結界兵器。
火角結界は時限爆弾機能を持ち、モノリス状の石版に漢数字でカウントダウンが表示され、攻撃対象をその中に閉じ込める。爆破威力によって大きさが異なり時間も要する。起爆装置を兼ねた本体の石版は解体可能で内部は機械のような構造をしている。これが出ると狼狽した横島が美神に抱きつき「○○秒でできる事を」と迫るのはお約束。
土角結界は対象を捕獲するための兵器であり、石柱状の本体に術者が手を置く事で発動。コンクリートに似た物質が捕獲対象の足許から出現して下半身を覆い、最終的には頭を残して全身が石化する。唐巣は精霊石を使い美神たちの土角結界を一手に引き受けたせいで完全に石化してしまった。石化状態を解除するためには、発動した術者の手が石化した者に再び触れる必要がある（手があれば生存の有無は問わない）。
魔装術
霊力を収束させ鎧状に纏う事で、超人的な攻撃力、防御力、機動力を得る変異術の一種。劇中では雪之丞、勘九郎、陰念（いずれも白竜会所属のGS試験受験者）が使用。使用には魔族との契約が必要だが、使い続けると魔族に肉体全てを支配されてしまう非常に危険な技であり、使用限界を越えた陰念は一時的に、完全に取り込まれた勘九郎は身心ともに魔族へと変貌してしまった。また、メドーサが死亡して以降も、雪之丞は問題なく魔装術を使用しているため、契約相手の生死は関係ない模様。
この術は本来「霊体を実体化した霊波の膜で覆っている」神魔族の身体を擬似的に再現する事、すなわち「霊波の装甲で肉体を補助する事で潜在能力を発揮する技」である事が本質だと斉天大聖より明かされた。妙神山での修行を経た雪之丞は能力を飛躍的に向上させ持続時間も長くなり、連続使用に伴う魔族化も回避されている。
サイキック・ソーサー
横島が自身の能力（霊力の形状変化）を最初に発現した技。小竜姫のバンダナによって引き出された力の一遍を六角形の盾状にした物で、掌に霊力を一点集中する防御主体型。広げた掌大の大きさしかないが、その分霊力が圧縮されており、弾かれはしたものの破壊された事はない。
非常に強靱な防御力を誇るが、霊力のコントロールを掌の一点に集めすぎているため、そこ以外の肉体は霊的にもまったくの無防備となる。フリスビーのように投擲する事で攻撃にも使用でき、使い手によっては投擲後の遠隔操作も可能。威力はそこそこの破魔札クラス。
GS試験では横島と雪之丞が使用し、ダブルKOとなった。二人の能力向上と変化に伴い使用されなくなる。
栄光の手（ハンズ・オブ・グローリー）
香港編で横島が身に付けた、霊力で作る武器。魔装術のように右手に霊力を集中させる事で作られる霊波刀の一種。初期発現時はパーツ状の装甲が手を覆っている形だったが、最終的には手首全体を覆うグローブ状の籠手となった。
応用力が広く、マジックハンドの様に伸ばすなど様々な形状になるが、刀剣状の形で使われる事が多かった。当初は斬れ味の方は今ひとつで、斬るよりも殴るために使われた（横島自身のイメージにもよるが、本来の力を発揮するのは刺した時）。
後述の文珠が登場してからは主戦武器の地位を追われたが、文珠とは違い咄嗟の使用が出来るためにその後も引き続き使われた。注がれる霊力次第で伸ばしたり巨大化させる事も可能。
「究極の魔体」にトドメを刺したのもこの技である。その名に違わず「栄光を掴む手」で、この能力を発揮しだしてから横島が美神の主人公の座を脅かすようになる。
サイキック猫だまし
美衣、ケイの猫又母子の事件で美神と対立した際に見せた「栄光の手」の応用技。相撲の猫だましを霊力を込めて打つだけだが、霊的な閃光が発生し、霊的視覚を持つ存在には多大な効果を発揮する。
文珠（もんじゅ）
霊力をビー玉程度の大きさに凝縮したもので、漢字一文字の念を込める事で様々な効果を起こす。ヒャクメによると「力の方向を完全にコントロールする能力」。これを作り出せるのは後に神となった菅原道真を除いて作中では横島のみ。
攻撃、防御、治癒、撹乱とその応用力は多岐に渡る。また、一度作り出した文珠は意識下にストックできる他、念を込めて漢字が書かれた後でも、その文殊を使用しなければ後から別の文字を上書きする事も可能。さらに横島本人以外にも使用できる。使われなければ消滅せず残るので一種の霊具とも言える。
複数の文珠を組み合わせる事でより強力な効果を生み出す事もできるが、そのコントロールには超人的霊力が必要となり、誰でもたやすくできるものではない。27歳の横島は修行により最高14文字をコントロールできるようになった。17歳の横島でも2文字までなら可能だが、使い手以外の人間に可能かは不明。
「模」の一文字でアシュタロスの強大な能力や思考・記憶をコピーしたり、「蘇」で消滅しかけたグーラーを回復させたり、挙句の果てには「柔」で高所から落下した際に着地点の地面を柔らかくしたりと「霊力とはまったく関係ない能力（西条談）」を発揮できる一方で制限や弱点も多い。
効果は術者のイマジネーションも関係するため、必ずしも本人の意図に沿うものではない。たとえば、敵を倒すために「倒」と字を込めても文字通り「倒れる（転倒する）」だけに留まる、など「具体的な効果」をイメージしないと無駄遣いになる他、対象の状態が不適当だと能力は発揮されない事もある。また、持続時間と持続能力には限界があり、防御に使った場合には一定以上のダメージを受けると壊れる。
一度作った文殊は横島の意識下にストックし、必要に応じて呼び出せるが、一個作成するのに一週間から数日の時間がかかるため、連続使用をするとストックがなくなる。また、作成速度は横島の体調や精神状態にも左右される。
アシュタロス戦の終盤で瀕死の重傷を負った横島がルシオラの霊体を取り込み強化された事で、太極型に変化し、一つの文珠に2文字記入して使用できる上、一度の使用では消滅しなくなった。普通の文珠とは桁違いの威力を発揮し、指摘されなければ分からない程度の傷とはいえ超上級魔族のアシュタロスに傷を負わせる事もできた。
しかし、この文珠は一時的な副作用による産物だったためか、アシュタロス戦以降作中で姿を現す事はなかった。

### その他
悪霊
現世に残留して生きるものに害なす霊的存在で、作中ではGSが対処する。死後、成仏しない、またはできない霊がなる事が多いが、物品に宿った執念や、意図的に切り離された感情、なんらかの心残りから来る残滓が独立した存在となる事もある。
式神
陰陽道に通じる者が使役する鬼。劇中では六道冥子が使役する12神将が代表的。
普段は術者の影に隠れて待機している。死んだりダメージを受けても一定期間で回復できる。護符に封じる事もでき、この場合は陰陽道に通じていない美神やエミでも使用できる。コントロールには一定量の霊力を常時放出し続けなければならないため、使役には才能が必要。術者の霊力や精神力が弱い場合には暴走する。
影法師（シャドウ）
霊力が実体化した物。妙神山の修行で初登場したが、その後も度々現れる。シャドウが傷つけば本人もダメージを受ける。また、魂とは別個の存在ゆえに美神の精神が支配された場合には乗っ取られる。
美神のシャドウ
女戦士型。薙刀状の武器を持つ。妙神山の修行で段階的に強化した。アイテムや能力が霊体の形状に左右される場合にはこの形態が基本となる。
横島のシャドウ
幇間（たいこもち）型。見た目通り、弱くて卑屈で卑怯。本人以上に性格に難がある。横島は飛躍的に強くなったがシャドウは一切変化なし。
尻子玉
いわゆる魂の一部。伝承では河童が人間から抜き取るとされている。劇中では鬼族が人間と勝負して勝った際に奪い取る。魂そのものが抜けた時と違って「心神喪失状態」に近く、魂に繋がった精神力に相当する部分。
元始風水盤
香港でメドーサが起動した巨大な風水盤。気の流れを変える力があり、メドーサはこれを使ってアジア全域を魔界化しようとした。カオスが逆操作を行った際には様々な次元や場所と接続している。使用するには、針に高名な風水師の血を吸わせる必要があるらしい。
アシュタロスのエネルギー結晶
契約で従えた人間の霊魂を加工・凝縮した結晶。強大な力を持つ。元はアシュタロスが「究極の魔体」のために作り出したが、メフィスト・フェレスの裏切りで奪われた。メフィストの魂に結びついており、メフィストの人間化と転生後も美神令子に受け継がれた。アシュタロス用に調整されているため、結晶本体の力を使えるのはアシュタロスのみ。魔族が美神を狙うのはこれを奪うためだった。
宇宙のタマゴの中に美神を引きずり込み、人間・芦優太郎として美神を誘惑したアシュタロスは、この世界の受け入れ心を許した美神の一瞬の隙を突いて、魂を引き裂いて奪取に成功。宇宙処理装置を起動させるが、横島に奪取され破壊された。
転生追跡計算機「みつけた君」
アシュタロス一味が使うコンピューター。ルシオラが作成した。中央のモニターと両脇のガラスケースに入った脳が二つという形状である。データ入力を行うことで対象者の転生体を発見する。
精度は極めて高く、メフィストの転生体である美神令子を一発で特定したが、横島の妨害で別の人間に書き換えられ続けた。そのせいで人気歌手の奈室安美恵、野球選手のクワガタなどの要人が次々と狙われる羽目になる。
宇宙の卵
文字通り宇宙の原型となる卵で、内部に世界を内包している。横島が勢い余って飛び込んだ一つの中には「エデンの園」があり、アダムとイブとおぼしき男女にロクでもないことを吹き込んだせいで腐ってしまった。
南極決戦終結後の「疑惑の影!!」の回の2ヶ月間はこの宇宙の卵の一つの中で展開されており、実際には「甘い生活!!」の回から3日しか経過していなかった。
宇宙処理装置（コスモプロセッサ）
アシュタロスの造り出した装置。アシュタロスの造り出した実験用の小宇宙 を多数含んでおり、その様々な形に成長した小宇宙の中から必要なものを選び、現実に呼び出す事ができる。また、装置内の小宇宙の中に入ることもできる。「究極の魔体」はこれを利用し、相手からの攻撃の全てを、別の空間に送る事ができるようになっている。この事は、椎名の個人webサイト「(有)椎名百貨店 電脳支店」でも語られている。制御装置はパイプオルガンのような形状をしている。
究極の魔体
全長180mを超える巨大なアシュタロスの魔体。三日月状の頭部を持ち額にはアシュタロスの分身が埋め込まれている。形状はさながら巨大ロボットもしくは怪獣である。
ビーム兵器の一撃で島を吹き飛ばすほどの攻撃力を持つがエネルギー結晶がないため活動時間には制限がある上、理性や知能が犠牲になっており、いわゆるバカ。製作途中で未来に跳ばされた際に宇宙処理装置（コスモプロセッサ）に乗り換えたため、未完成でバリアには穴がある。バリアに気づかなかったGSチームを退けるが、文珠の能力で合体した横島と美神に破壊された。

## 既刊サブタイトル
話数カウントは「リポート○」と表記される。
- 美神除霊事務所出動せよ!!
- オフィスビルを除霊せよ!!
- 女子校大パニック!!
- 狼たちの死後!!
- 極楽宇宙大作戦!!
- 呪いの人形帝国!!
- 海よりの使者!!
- 幽霊潜水艦を追え!!
- 三つの願い攻防戦!!
- ゴーストスイーパー六道冥子登場!!
- ドクター・カオスの挑戦!!
- マイ・ライフ・アズ・ア・ドッグ!!
- 愛に時間を!! （その1） - （その4）
- 電子の要塞かいしんのいちげき!!
- サイキック・パワー売ります!!
- 式神を捜せ…!!
- 上を向いて歩こう!! （その1） - （その3）
- おキヌちゃんのクリスマス!!
- 霊列車でいこう!!
- 極楽愚連隊、西へ!! （その1） - （その4）
- 縮みゆく美神!!
- 燃えよ剣!!
- プロポーズ大作戦!!
- ドラゴンへの道!! （その1） - （その5）
- ブラインド・デート!!
- マネキンが招く!!
- 教室漂流!! （その1） - （その3）
- 魔女たちの集い!!
- 何かが道をやってくる!! （その1） - （その7）
- 天駆けるホーキ!!
- ストップ・ザ・シーズン・イン・ザ・サマー!!
- 機械じかけの愛が止まらない!! （その1） - （その2）
- 庭球霊ファイナル・ステージ!!
- 父帰る!! （その1） - （その3）
- 夢の中へ!! （その1） - （その4）
- ツキは沈みぬ!!
- 飛び出せ貧困! 青春の給料日!!
- プリンス・オブ・ドラゴン!! （その1） - （その5）
- カモナ・マイ・ヘルハウス!!
- サンタが街にやって来る!!
- バトルロイヤル初もうで!![16]
- 雪の女王!!
- 受験生ブルース!!
- 超神合体ヨコシマン!! （その1） - （その4）
- チョコ人間第1号!!
- 鋼鉄の姉妹!! （その1） - （その3）
- サウンド・オブ・サイレンス!!
- 虎よ、虎よ!! （その1） - （その5）
- フィルムは生きている!!
- 野菜の人!!
- 誰が為に鐘は鳴る!! （その1） - （完結編）＊20話で完結[17]
- ただいま修行中!!
- 高校生日記!!
- 眺めのいい部屋!!
- 母からの伝言!! （その1） - （その6）
- 犬も歩けば!!
- 式神デスマッチ!! （その1） - （その3）
- ミクロイドGS!!
- スキー天国!!
- Vの悲劇!!
- 香港編<1>顔におぼえあり!!
- 香港編<2>敵は香港にあり!!
- 香港編<3>風水盤の謎!!
- 香港編<4>美神絶体絶命!!
- 香港編<5>虎口への突入!!
- 香港編<6>男たちの挽歌!!
- 香港編<7>走れ、横島!!
- 香港編<8>栄光の手!!
- 香港編<9>バトン・タッチ!!
- 香港編<10>燃えよ、ドラゴン!!
- 香港編<11>大乱戦!!
- 香港編<12>総力戦!!
- 香港編<13>決戦! GSチーム!!
- 香港編<14>形勢逆転!!
- 香港編<15>チェックメイト!!
- 香港編<16>劇終!!
- 香港編<番外>香港の休日!!
- 石は無慈悲な夜の女王!!

（左列の続き）
- 原始幽霊現る!!
- 南海の歌合戦!!
- グレート・レース!!
- ムシよさらば!!
- ヘルシングちゃんの逆襲!! （その1） - （その2）
- はるかなる猫の呼び声!! （その1） - （その3）
- 仮面の女!!
- 死神なんか怖くない!!
- GS六道冥子・極楽大作戦!! （その1） - （その3）
- ドヒョー・オブ・ドリームス!!
- ある日どこかで!! （その1） - （その8）
- 嵐を呼ぶ男!! （その1） - （その5）
- 清く貧しく美しく!! （その1） - （その4）
- バトル・ウィズ・ウルブス!! （その1） - （その9）
- 売り逃げ大作戦!!
- ゲームの達人!!
- 犬を追う!!
- 犬には向かない職業!! （その1） - （その3）
- ピンチでデート!!
- スリーピング・ビューティー!! （その1） - （その11）
- 今、そこにある危機!! （その1） - （その11）
- デッド・ゾーン!! （その1） - （その10）
- スタンド・バイ・ミー!! （その1） - （その5）
- サバイバルの館!! （その1） - （その6）
- バッド・ガールズ!! （その1） - （その9）
- 私を月まで連れてって!! （その1） - （その9）
- 心の旅!!
- 魔法の鉄人!! （その1） - （その3）
- 遊びの時間は終わらない!! （その1） - （その2）
- サバイバル合コン!! （その1） - （その2）
- わが青春の宝船!!
- Gの恐怖!! （その1） - （その2）
- 遊びの時間、ふたたび!!
- バレンタインデーの惨劇!! （その1） - （その2）
- 私の人形は良い人形!!
- 暗殺のソロ!! （その1） - （その5）
- ストレンジャー・ザン・パラダイス!! （その1） - （その4）
- 風と共に去りぬ!!
- 最後の妖精!!
- 精霊のささやき!!
- 紙の砦!! （その1） - （その2）
- 絶海絶命!! （その1） - （その2）
- グレート・マザー襲来!! （その1） - （その4）
- 仁義なき戦い!! （その1） - （その5）＊大長編アシュタロス編開始
- 続・仁義なき戦い!! （その1） - （その3）
- その後の仁義なき戦い!! （その1） - （その2）
- 仁義なき戦い・超常作戦!! （その1） - （その3）
- ワン・フロム・ザ・ハート!! （その1） - （その3）
- ザ・ライト・スタッフ!! （その1） - （その4）
- 激突!! （その1） - （その2）
- そして船は行く!! （その1） - （その2）
- GSの一番長い日!! （その1） - （その9）
- 甘い生活!! （その1） - （その5）
- 疑惑の影!! （その1） - （その3）
- ジャッジメント・デイ!! （その1） - （その20）
- エピローグ：長いお別れ ＊アシュタロス編終了 計52話
- ファイヤースターター （その1） - （その2）
- ドリアン・グレイの肖像!! （その1） - （その2）
- 賢者の贈り物!!
- フォクシー・ガール!! （その1） - （その2）
- マイ・フェア・レディー!!
- ザ・ショウ・ゴーズ・オン!! （その1） - （その2）
- 沈黙しない羊たち!!
- 白き狼と白き狐!! （その1） - （その4）
- GS美神'78!! （その1） - （その9）
- 呪い好きサンダーロード!! （その1） - （その2）
- 守ってあげたい!! （その1） - （その2）
- もし星が神ならば!! （その1） - （その2）
- 史上最大の臨海学校!! （その1） - （その2）
- マジカル・ミステリーツアー!! （その1） - （その2）
- キツネの変奏曲!! （その1） - （その2）
- 地上より永遠に!!
- ネバーセイ・ネバーアゲイン!! （その1） - （その2）＊最終回

単行本、ワイド版上記以外の収録作品
- 特別読切「極楽亡者」
- 外伝GSエミ魔法無宿!!

## 「ヒーローズ・カムバック」企画による2013年の新作
2013年2月から3月にかけ、「東日本大震災への支援を、作家が懐かしのキャラクターを描いた作品執筆で応援する」との趣旨で細野不二彦が発起人となり始まった小学館の『ヒーローズ・カムバック』という企画の中で前後編の新作が『週刊少年サンデー』2013年13号、14号に発表された。2013年4月30日発売の単行本『ヒーローズ・カムバック』に収録されている。
美神、横島、おキヌの本作品の主要3キャラクターに加え、『一番湯のカナタ』のセイリュート（のプロトタイプ）や『MISTERジパング』の織田信長と明智光秀が登場しており、椎名漫画3作品のクロスオーバー的内容となっている。

## テレビアニメ
1993年4月11日から1994年3月6日まで、朝日放送の制作により、朝日放送を制作局としてテレビ朝日系列で毎週日曜8:30 - 9:00（JST）に全45話が放送された。テレビシリーズの放送されたテレビ朝日系列の日曜8時台後半（朝日放送制作枠）における、現時点で最後の男児向け作品であると同時に、唯一の『週刊少年サンデー』連載作品でもある。
内容は概ね原作のそれに準じたものとなっているが、原作で雑居ビルの5階→一軒屋であった美神の事務所は、テレビシリーズでは当初よりそれらとは異なる一軒屋とされている他、美神の住まいも原作では当初高級マンションであったのに対し、テレビシリーズでは事務所に住み込んでいるなど、一部アニメ化に際しての変更点も見られる。
放送終了後の1994年8月には、原作と同じ『GS美神 極楽大作戦!!』のタイトルで劇場版も公開された。詳細については#映画版の節を参照。

### キャスティング
- 当初、おキヌ役には西原久美子、冥子役には國府田マリ子、見鬼役には千葉繁、カオス役には青野武がそれぞれキャスティングされていた。しかし、これにシリーズ・ディレクターの梅澤淳稔が猛反対し、その結果おキヌと冥子、見鬼とカオスはそれぞれ逆に変更されたという（ビデオ第2巻収録のスタッフ対談より）。
- 美神役の鶴ひろみによれば、作品中での美神とエミの口論は、当初は台本で台詞が決まっていたが、後期には鶴とエミ役の富沢美智恵にスタッフが任せるようになり、鶴と富沢は空き時間などに台詞を相談していたという。また、普段からアドリブの多さで知られる千葉繁と堀川りょうは同作品でも様々なアドリブを連発。特に堀川は、アドリブに潜ませた猥語が放送コードに引っかかり、NGとなったこともあるという（第4話）。
- 声優やスタッフの口からは、メンバーの仲が非常に良かったことが度々語られている。メンバーで旅行に行くなど、親密な繋がりも多かったようである。
- 原作者を同じくするアニメ『絶対可憐チルドレン』では、主人公・明石薫の母親である明石秋江役を鶴ひろみが、姉の明石好美役を國府田マリ子がそれぞれ務めている。

### スタッフ
- プロデューサー - 平尾知也（朝日放送）、亀山泰夫（ASATSU）、籏野義文、関弘美（東映動画）
- 原作 - 椎名高志（小学館「少年サンデーコミックス」刊）
- シリーズ構成 - 松井亜弥
- 音楽 - 佐橋俊彦
- 製作担当 - 藤本芳弘
- 美術デザイン - 浦田又治
- キャラクターデザイン - 青山充
- シリーズディレクター - 梅澤淳稔
- 編集 - 花井正明
- ネガ編集 - 片桐公一
- 録音 - 川崎公敬
- 録音助手 - 武田義彦
- 音響効果 - 石野貴久（E&M）
- 録音スタジオ - タバック
- 選曲 - 茅原万起子（スワラ・プロ）
- 制作 - 朝日放送、ASATSU、東映

### 主題歌
オープニングテーマ
- 「GHOST SWEEPER」

作詞 - 有森聡美 / 作曲 - 大森俊之 / 編曲 - 岩本正樹 / 歌 - 原田千栄
エンディングテーマ
- 「BELIEVE ME」

作詞 - 有森聡美 / 作曲 - 西岡治彦 / 編曲 - 岩本正樹 / 歌 - 小坂由美子

### ネット局
| 放送対象地域  | 放送局           | 系列                                         | ネット形態 | 備考               |
| ------------- | ---------------- | -------------------------------------------- | ---------- | ------------------ |
| 近畿広域圏    | 朝日放送         | テレビ朝日系列                               | 制作局     |                    |
| 関東広域圏    | テレビ朝日       | テレビ朝日系列                               | 同時ネット |                    |
| 北海道        | 北海道テレビ     | テレビ朝日系列                               | 同時ネット |                    |
| 青森県        | 青森朝日放送     | テレビ朝日系列                               | 同時ネット |                    |
| 岩手県        | テレビ岩手       | 日本テレビ系列                               | 遅れネット |                    |
| 宮城県        | 東日本放送       | テレビ朝日系列                               | 同時ネット |                    |
| 秋田県        | 秋田朝日放送     | テレビ朝日系列                               | 同時ネット |                    |
| 山形県        | 山形テレビ       | テレビ朝日系列                               | 同時ネット |                    |
| 福島県        | 福島放送         | テレビ朝日系列                               | 同時ネット |                    |
| 新潟県        | 新潟テレビ21     | テレビ朝日系列                               | 同時ネット |                    |
| 長野県        | 長野朝日放送     | テレビ朝日系列                               | 同時ネット |                    |
| 静岡県        | 静岡朝日テレビ   | テレビ朝日系列                               | 同時ネット | [ 19 ]             |
| 山梨県        | テレビ山梨       | TBS系列                                      | 遅れネット | [ 22 ] [ 23 ]      |
| 富山県        | 北日本放送       | 日本テレビ系列                               | 遅れネット | [ 26 ]             |
| 石川県        | 北陸朝日放送     | テレビ朝日系列                               | 同時ネット |                    |
| 中京広域圏    | 名古屋テレビ     | テレビ朝日系列                               | 同時ネット |                    |
| 島根県 鳥取県 | 山陰放送         | TBS系列                                      | 遅れネット |                    |
| 広島県        | 広島ホームテレビ | テレビ朝日系列                               | 同時ネット |                    |
| 山口県        | 山口放送         | 日本テレビ系列                               | 遅れネット | 1993年9月まで      |
| 山口県        | 山口朝日放送     | テレビ朝日系列                               | 同時ネット | 1993年10月開局から |
| 香川県 岡山県 | 瀬戸内海放送     | テレビ朝日系列                               | 同時ネット |                    |
| 愛媛県        | 南海放送         | 日本テレビ系列                               | 遅れネット | [ 28 ]             |
| 高知県        | テレビ高知       | TBS系列                                      | 遅れネット | [ 29 ]             |
| 福岡県        | 九州朝日放送     | テレビ朝日系列                               | 同時ネット |                    |
| 長崎県        | 長崎文化放送     | テレビ朝日系列                               | 同時ネット |                    |
| 熊本県        | 熊本朝日放送     | テレビ朝日系列                               | 同時ネット |                    |
| 大分県        | 大分朝日放送     | テレビ朝日系列                               | 同時ネット | 1993年10月開局から |
| 宮崎県        | テレビ宮崎       | フジテレビ系列 日本テレビ系列 テレビ朝日系列 | 遅れネット |                    |
| 鹿児島県      | 鹿児島放送       | テレビ朝日系列                               | 同時ネット |                    |
| 沖縄県        | 琉球放送         | TBS系列                                      | 遅れネット |                    |

この他に、TOKYO MXでも2006年7月3日から2007年5月7日まで毎週月曜18:30 - 19:00に放送された。

### 全話リスト
| 話数 | 放送日         | サブタイトル                 | 脚本           | 演出     | 作画監督   | 美術       | 原作版対応エピソード                                            |
| ---- | -------------- | ---------------------------- | -------------- | -------- | ---------- | ---------- | --------------------------------------------------------------- |
| 1    | 1993年 4月11日 | ボディコン除霊師登場!        | 松井亜弥       | 梅澤淳稔 | 青山充     | 浦田又治   | 1巻「美神除霊事務所出動せよ!!」 1巻「オフィスビルを除霊せよ!!」 |
| 2    | 4月18日        | 強盗に明日はない!            | 松井亜弥       | 川田武範 | 横山健次   | 襟立智子   | 1巻「狼たちの死後!!」                                           |
| 3    | 4月25日        | 呪いの人形帝国!!             | 岸間信明       | 矢部秋則 | 入好さとる | 伊藤岩光   | 1巻「呪いの人形帝国!!」                                         |
| 4    | 5月2日         | 宇宙ゴースト退治!!           | 野呂昌史       | 山田徹   | 菊池城二   | 塩崎広光   | 1巻「極楽宇宙大作戦!!」                                         |
| 5    | 5月9日         | 幽霊屋敷の遠吠え!            | あみやまさはる | 岡佳広   | 河野宏之   | ゆきゆきえ | 2巻「マイ・ライフ・アズ・ア・ドッグ!!」                         |
| 6    | 5月16日        | お嬢さま除霊師!              | 松井亜弥       | 志水淳児 | 内山正幸   | 伊藤岩光   | 2巻「ゴーストスイーパー六道冥子登場!!」                         |
| 7    | 5月23日        | Dr.カオスの挑戦!             | 岸間信明       | 設楽博   | 青山充     | 塩崎広光   | 2巻「ドクター・カオスの挑戦!!」                                 |
| 8    | 5月30日        | 愛は時間を越えて!            | 松井亜弥       | 川田武範 | 玉川達文   | 襟立智子   | 2巻「愛に時間を!!」                                             |
| 9    | 6月6日         | お願いチューして!!           | 松井亜弥       | 矢部秋則 | 川村敏江   | 浦田又治   | 2巻「愛に時間を!!」                                             |
| 10   | 6月13日        | 式神を捜せ!!                 | 野呂昌史       | 梅澤淳稔 | 横山健次   | 塩崎広光   | 2巻「式神を捜せ…!!」                                            |
| 11   | 6月20日        | 霊列車で行こう!!             | あみやまさはる | 山田徹   | 入好さとる | ゆきゆきえ | 3巻「霊列車で行こう!!」                                         |
| 12   | 6月27日        | 厄珍堂にご用心!?             | 岸間信明       | 岡佳広   | 菊池城二   | 襟立智子   | 2巻「サイキック・パワー売ります!!」                             |
| 13   | 7月4日         | 宿敵（ライバル）!小笠原エミ! | 松井亜弥       | 梅澤淳稔 | 河野宏之   | 塩崎広光   | 3巻「上を向いて歩こう!!」                                       |
| 14   | 7月11日        | 夏だプールだ妖怪だ           | 野呂昌史       | 川田武範 | 内山正幸   | 伊藤岩光   | 5巻「ストップ・ザ・シーズン・イン・ザ・サマー!!」               |
| 15   | 7月18日        | 地中海に全員集合!            | 松井亜弥       | 矢部秋則 | 青山充     | ゆきゆきえ | 3巻「極楽愚連隊、西へ!!」                                       |
| 16   | 7月25日        | 吸血鬼を眠らせろ!            | 松井亜弥       | 山田徹   | 加々美高浩 | 藤田勉     | 3巻「極楽愚連隊、西へ!!」                                       |
| 17   | 8月1日         | 夏の海は誘惑だらけ           | 岸間信明       | 設楽博   | 横山健次   | 襟立智子   | 1巻「海よりの使者!!」                                           |
| 18   | 8月15日        | 縮みゆく美神!!               | あみやまさはる | 岡佳広   | 入好さとる | 伊藤岩光   | 3巻「縮みゆく美神!!」                                           |
| 19   | 8月22日        | 幽霊潜水艦を追え!            | 野呂昌史       | 梅澤淳稔 | 菊池城二   | 襟立智子   | 1巻「幽霊潜水艦を追え!!」                                       |
| 20   | 8月29日        | 極楽スマッシュ!              | 松井亜弥       | 川田武範 | 河野宏之   | ゆきゆきえ | 6巻「庭球霊ファイナル・ステージ!!」                             |
| 21   | 9月5日         | みんな子供になれ!!           | 松井亜弥       | 山田徹   | 川村敏江   | 伊藤岩光   | 5巻「何かが道をやってくる!!」                                   |
| 22   | 9月12日        | 悪魔パイパーの逆襲           | 松井亜弥       | 矢部秋則 | 林委千夫   | 藤田勉     | 5巻「何かが道をやってくる!!」                                   |
| 23   | 9月19日        | ドラゴンへの道!!             | 松井亜弥       | 松原明徳 | 青山充     | 襟立智子   | 4巻「ドラゴンへの道!!」                                         |
| 24   | 9月26日        | ドラゴン怒りの暴走           | 松井亜弥       | 梅澤淳稔 | 内山正幸   | 塩崎広光   | 4巻「ドラゴンへの道!!」                                         |
| 25   | 10月3日        | ヤマタイ国のヒミコ           | 岸間信明       | 川田武範 | 加々美高浩 | 襟立智子   | 5巻「魔女たちの集い!!」                                         |
| 26   | 10月10日       | 勇者・美神の冒険!            | 松井亜弥       | 山田徹   | 横山健次   | ゆきゆきえ | 2巻「電子の要塞かいしんのいちげき!!」                           |
| 27   | 10月17日       | マリア純情一直線!            | 野呂昌史       | 岡佳広   | 入好さとる | 襟立智子   | 6巻「機械仕掛けの愛が止まらない!!」                             |
| 28   | 10月24日       | ドラゴンの王子!!             | 岸間信明       | 志水淳児 | 菊池城二   | 塩崎広光   | 7巻「プリンス・オブ・ドラゴン!!」                               |
| 29   | 10月31日       | ドラゴン危機一髪!!           | 岸間信明       | 矢部秋則 | 河野宏之   | 襟立智子   | 7巻「プリンス・オブ・ドラゴン!!」                               |
| 30   | 11月14日       | 妖刀シメサバ丸見参           | あみやまさはる | 梅澤淳稔 | 川村敏江   | ゆきゆきえ | 3巻「燃えよ剣!!」                                               |
| 31   | 11月21日       | 空とぶ魔法のホウキ           | 松井亜弥       | 川田武範 | 青山充     | 塩崎広光   | 5巻「天駆けるホーキ!!」                                         |
| 32   | 11月28日       | 令子・結婚します!?           | 野呂昌史       | 山田徹   | 内山正幸   | ゆきゆきえ | 4巻「プロポーズ大作戦!!」                                       |
| 33   | 12月5日        | マネキン人形が招く           | 岸間信明       | 岡佳広   | 河野宏之   | 襟立智子   | 4巻「マネキンが招く!!」                                         |
| 34   | 12月12日       | 妖怪ハイスクール             | 野呂昌史       | 梅澤淳稔 | 佐藤道雄   | ゆきゆきえ | 4巻「教室漂流!!」                                               |
| 35   | 12月19日       | サンタの贈りもの!            | 岸間信明       | 山吉康夫 | 青山充     | 伊藤岩光   | 7巻「サンタが街にやってくる!!」                                 |
| 36   | 12月26日       | おキヌのクリスマス           | 松井亜弥       | 松原明徳 | 川村敏江   | 塩崎広光   | 4巻「ブラインド・デート!!」 3巻「おキヌちゃんのクリスマス!!」   |
| 37   | 1994年 1月9日  | バトル謹賀新年!!             | 岸間信明       | 山田徹   | 加々美高浩 | 襟立智子   | 7巻「バトルロイヤル初もうで!!」                                 |
| 38   | 1月16日        | 受験生ブルース               | あみやまさはる | 岡佳広   | 河野宏之   | ゆきゆきえ | 8巻「受験生ブルース!!」                                         |
| 39   | 1月23日        | マリアの妹                   | 野呂昌史       | 梅澤淳稔 | 青山充     | 襟立智子   | 8巻「鋼鉄の姉妹!!」                                             |
| 40   | 1月30日        | マリアとテレサ               | 野呂昌史       | 矢部秋則 | 佐藤道雄   | 塩崎広光   | 8巻「鋼鉄の姉妹!!」                                             |
| 41   | 2月6日         | 熱闘!雪の女王                | 岸間信明       | 岩井隆央 | 川村敏江   | ゆきゆきえ | 8巻「雪の女王!!」                                               |
| 42   | 2月13日        | チョコあげます!!             | 吉田十徳       | 山吉康夫 | 内山正幸   | 塩崎広光   | 8巻「チョコ人間第1号!!」 7巻「飛び出せ貧困!青春の給料日!!」     |
| 43   | 2月20日        | 夢の中へ!                    | 岸間信明       | 山田徹   | 加々美高浩 | 井出智子   | 6巻「夢の中へ!!」                                               |
| 44   | 2月27日        | 地獄のナイトメア             | 岸間信明       | 岡佳広   | 河野宏之   | ゆきゆきえ | 6巻「夢の中へ!!」                                               |
| 45   | 3月6日         | GSより愛をこめて             | 野呂昌史       | 梅澤淳稔 | 青山充     | 塩崎広光   | 9巻「フィルムは生きている!!」                                   |

### CD

#### 主題歌シングル
- GHOST SWEEPER （1993年4月30日発売） KIDA-56
- BELIEVE ME （1993年5月21日発売） KIDA-60
- My Jolly Days （1994年8月5日発売） KIDA-85

#### キャラクターシングル
- GS美神 美しき逃亡者シリーズ.I - REIKO MIKAMI （1994年1月21日発売） KIDA-73
- GS美神 美しき逃亡者シリーズ.II - MEIKO ROKUDO （1994年1月21日発売） KIDA-74
- GS美神 美しき逃亡者シリーズ.III - EMI OGASAWARA （1994年1月21日発売） KIDA-75
- GS美神 美しき逃亡者シリーズ.IV - SHORYUKI （1994年1月21日発売） KIDA-76
- GS美神 美しき逃亡者シリーズ.V - OKINU （1994年1月21日発売） KIDA-77

本作品はキャラクターソングもヒットした。1994年1月21日にキングレコードから発売されたシングル『GS美神・美しき逃亡者シリーズ(I〜V)』は同年3月時点で軒並み2万枚を超える売上を記録し、中でもおキヌ役の國府田マリ子による『V』（「悲しいギャップはDESTINY」）は2万8000枚を売り上げた。

#### サウンドトラック
- GS美神 極楽音楽大作戦!! （1993年7月21日発売） KICA-155
- GS美神 極楽音楽大作戦!! II （1993年11月3日発売） KICA-167

#### ヴォーカルアルバム
- GS美神 Gorgeous Songs （1995年7月21日発売） KICA-252
  - 再発版（2005年1月26日発売） KICA-686

## 映画版
テレビシリーズで省略されていた『極楽大作戦!!』がサブタイトルとなっている。戦国時代に死んだと思われていた織田信長が復活した。彼の正体は、地上最強の吸血鬼「ノスフェラトゥ」だと言う。東京のピンチに美神たちが立ち向かう。ストーリーは、劇場版オリジナルのもので（小説版に収録作がある）、同作品で登場する明智光秀ら歴史上の重要人物3人は、同じ原作者の『MISTERジパング』にも登場しているが、デザイン・性格やその役割は、まるで別のものになっている。
- 配給 - 東映
- 劇場公開 - 1994年8月20日／東映アニメスペシャル
- 同時上映 - 『らんま1/2 超無差別決戦! 乱馬チームVS伝説の鳳凰』『平成イヌ物語バウ 原始イヌ物語バウ』
- 上映時間 - 60分／カラー
- オープニングテーマ - 原田千栄「GHOST SWEEPER」
- エンディングテーマ - 奥井雅美「My Jolly Days」
- 挿入歌 - 奥井雅美「BEATS the BAND」

### 声の出演
メインキャラの声の出演はテレビシリーズと同じ。
- 明智 光秀 - 青野武
- 森 蘭丸 - 古川登志夫
- 織田 信長 - 納谷悟朗

### スタッフ
- 原作 - 椎名高志（小学館「少年サンデーコミックス」刊）
- 製作 - 高岩淡、泊懋
- 企画 - 関弘美
- 脚本 - 松井亜弥
- 音楽 - 佐橋俊彦
- 製作担当 - 藤本芳弘
- 美術監督 - 窪田忠雄
- 作画監督 - 青山充
- 監督 - 梅澤淳稔
- 制作 - 小学館・旭通信社・東映動画MISTERジパング

## 映像ソフト化
特記のない限り、発売元はいずれも東映ビデオ。
VHS
1994年5月21日 - 1995年2月21日にかけて、テレビシリーズ全話を収録した全11巻（各巻4話（11巻のみ5話）収録）が、1995年5月21日には劇場版のVHSがそれぞれ発売された。
DVD
2005年1月26日に、初DVD化となるDVD-BOXがキングレコードより発売された他、単品版が2009年1月21日 - 3月21日にかけて全8巻（各巻6話（5巻以降は5話）収録）が発売された。
2016年9月14日に劇場版が東映アニメーションより発売。
Blu-ray
2016年8月24日にフロンティアワークスより発売。ディスク2枚に全話が収録。ライナーノートや複製ミニ色紙が付属。

## ラジオドラマ
映画版の公開を記念して、林原めぐみのTokyo Boogie Night内の「熱血電波倶楽部」にて全16話が放送された。

### 全話リスト

#### 囚われのおキヌ
| 話数  | 放送日        | サブタイトル         |
| ----- | ------------- | -------------------- |
| ACT.1 | 1994年7月17日 | 迷宮のメロディ       |
| ACT.2 | 1994年7月24日 | 引き裂かれたメロディ |
| ACT.3 | 1994年8月7日  | 策略のメロディ       |
| ACT.4 | 1994年8月14日 | 聖なる解放のメロディ |

#### 愛は時を越えて…
| 話数  | 放送日        | サブタイトル |
| ----- | ------------- | ------------ |
| ACT.1 | 1995年1月22日 | 追憶の訪問者 |
| ACT.2 | 1995年1月29日 | 遠い記憶     |
| ACT.3 | 1995年2月26日 | 夢の扉       |
| ACT.4 | 1995年3月5日  | 決着の時     |

#### あの白球を追え!!
| 話数  | 放送日        | サブタイトル         |
| ----- | ------------- | -------------------- |
| ACT.1 | 1995年6月18日 | ベースボールは突然に |
| ACT.2 | 1995年6月25日 | パーフェクト・ゲーム |
| ACT.3 | 1995年9月10日 | 愛と特訓の日々       |
| ACT.4 | 1995年9月17日 | 頂上決戦             |

#### 東京怪獣大戦争
| 話数  | 放送日         | サブタイトル      |
| ----- | -------------- | ----------------- |
| ACT.1 | 1995年11月5日  | 作戦開始          |
| ACT.2 | 1995年11月12日 | 湾岸パニック      |
| ACT.3 | 1995年12月10日 | 戦え!ボディコン女 |
| ACT.4 | 1995年12月17日 | 史上最低の作戦    |

### CD
- GS美神 極楽大作戦!! （1994年8月24日発売） KICA-211
- GS美神 リポート1 愛は時を越えて… （1995年4月21日発売） KICA-239
- GS美神 リポート2 あの白球を追え!! （1995年9月21日発売） KICA-262
- GS美神 リポート3 東京怪獣大戦争 （1995年12月21日発売） KICA-280

## その他の書籍
小説
- 松井亜弥『GS美神極楽大作戦!! Vol.1 水迷宮の少女!! 前編』（小学館・スーパークエスト文庫、1993年） ISBN 4-09-440151-2
- 松井亜弥『GS美神極楽大作戦!! Vol.2 水迷宮の少女!! 後編』（小学館・スーパークエスト文庫、1994年） ISBN 4-09-440152-0

2008年にはガガガ文庫より、前・後編を1巻にまとめた上で再録・復刊も行われた。その際、後編に収録されていたカラーイラストのみ未収録となっている。
- 松井亜弥『GS美神極楽大作戦!! Vol.3 信長の野望!!』（小学館・スーパークエスト文庫、1994年） ISBN 4-09-440153-9 - 上記の劇場版のノベライズである。

フィルムコミック
- 椎名高志 原作『GS美神①』（小学館SSCビジュアルセレクション、1994年） ISBN 4-09-121875-X
- 椎名高志 原作『GS美神②』（小学館SSCビジュアルセレクション、1994年） ISBN 4-09-121876-8
- 椎名高志 原作『映画 GS美神極楽大作戦!!』（小学館SSCビジュアルセレクション、1994年） ISBN 4-09-121877-6

## ゲーム
- 『ゴーストスイーパー美神 除霊師はナイスバディ』（スーパーファミコン、1993年9月23日発売、販売元：バナレックス）
- 『ゴーストスイーパー美神』（PCエンジン SUPER CD-ROM2、1994年7月29日発売、販売元：バンプレスト）

いずれもテレビシリーズがベースとなっており、オープニングでは主題歌が流れる（SFCは仕様上、独自の音源で再現）。SFC版は横スクロールアクション、PCエンジン版はコマンド選択式アドベンチャーで、破魔札を使ったバトルもある。

## パチスロ
- アビリット（後のコナミアミューズメント）からパチスロ機『GS美神 極楽大作戦!!』が2009年10月より全国のパチンコ店に設置された。ビジュアル等を原作者の椎名が監修したものの、声優に関しては東映版の版権が取得できなかったため別キャストとなっており、テレビシリーズにて美神を務めた鶴ひろみの熱烈なファンでもあった椎名は複雑な心境をブログに綴った[32]。